# Franciszek de Hieronimo
Franciszek de Hieronimo SJ, właśc. wł. Francesco di Girolamo (ur. 17 grudnia 1642 w Grottaglie w Italii, zm. 11 maja 1716 w Neapolu) – włoski prezbiter i jezuita, święty Kościoła katolickiego.

## Życiorys
Pochodził z zamożnej wielodzietnej rodziny. Był najstarszym z 12 synów, z których trzech zostało duchownymi. W wieku siedemnastu lat podjął naukę w miejscowym kolegium jezuickim. Zdobył tam wiedzę z zakresu retoryki i filozofii. Święcenia subdiakona złożył w 1664 i w następnym roku rozpoczął studia z prawa cywilnego i kanonicznego oraz teologii na uniwersytecie w Neapolu (wł. Università degli Studi di Napoli Federico II). W czasie trwania nauki przyjął święcenia kapłańskie (1666), a studia ukończył w 1668 roku.
Już jako neoprezbiter wysłany został na misje ludowe do diecezji Lecce w Apulii, później działalność tę kontynuował w Neapolu i okolicach. 8 grudnia 1682 roku złożył śluby zakonne.
Franciszek jako doskonały kaznodzieja kazania wygłaszał na placach, kościoły nie mogły bowiem pomieścić wiernych, którzy chcieli go słuchać. Wolny czas od pracy apostolskiej poświęcał odwiedzaniu ubogich, chorych, więźniów i marynarzy. Nazywany był „apostołem Neapolu" i „ojcem ubogich". Miał udział w zażegnaniu konfliktu pomiędzy Austrią i Hiszpanią o Neapol. Był założycielem instytucji charytatywnych.
Szczególne nabożeństwo do św. Syrusa przejawiał przypisując cuda, jakie sam czynił, wstawiennictwu tego świętego. 
Skomponował hymn Dio vi Salvi Regina, obecnie hymn narodowy Korsyki.
Zmarł w Neapolu w 74 roku życia i tam został pochowany w kościele Gesù Nuovo. 
Beatyfikował go papież Pius VII w roku 1806, 
kanonizował zaś go papież Grzegorz XVI w 1839 roku.
Współcześnie relikwie świętego znajdują się w jezuickim kościele, w rodzinnym mieście św. Franciszka de Hieronimo.
Muzeum Towarzystwa Jezusowego Prowincji Polski Południowej przechowuje koszulę św. Franciszka de Hieronimo.
Jego wspomnienie liturgiczne obchodzone jest 11 maja.